# 宾杰里起义
宾杰里起义是宾杰里当地的布尔什维克于1919年5月27日组织的，作为当地俄罗斯居民抗议罗马尼亚王国于1918年12月收复比萨拉比亚（自1918年4月起与罗马尼亚联合组成联邦，比萨拉比亚于12月10日被后者吞并）的一场失败的起义。当地工厂的赤卫队在格里戈里·伊万诺维奇·鲍里索夫领导下组织起来,并得到了乌克兰苏军第3集团军第5师第3旅150人的支援。乌克兰军队和赤卫队一起占领了当地火车站、邮局和电报局。然而，当晚罗马尼亚军队与一支法国殖民军队一起抵达现场并迅速镇压了起义。尽管许多叛乱分子越过德涅斯特河逃亡，但其中至少有150人被抓获并处决。